# Guillelma de Rosers
Guilhelma de Rosers (fl. 1235 - 1265) fue una trobairitz occitana. 

## Vida
No se conserva vida de Guilhelma de Rosers ni documentos que contengan información sobre ella. Habría sido originaria de Rougiers, según se deriva del nombre. La cronología de su producción poética en tanto, se basa en que su única poesía conservada es un joch part con Lanfranc Cigala, que sí tiene cronología conocida.
Se supone que habría pasado algún tiempo de su vida en Génova, no solo por su relación literaria con Lanfranc, sino porque además se conserva una poesía anónima (PC 461,204 Quan Proensa ac perduda proeza) que alaba a Guilhelma y lamenta su larga estancia entre los genoveses.
El partiment conservado va precedido en el cançoner P de una razó que quiere explicar las circunstancias. Lanfranca plantea a Guilhelma una cuestión sobre el comportamiento correcto de dos caballeros que iban a visitar a sus damas en una noche de tormenta; uno de ellos vuelve a su castillo para socorrer a unos caballeros que no tenían alojamiento en aquella noche y el otro continúa el camino hacia el castillo de su dama. La pregunta es si ha actuado mejor el que mantiene la palabra con su dama o el que retorna a su castillo. Guilhelma opta por defender al que busca a su dama.

## Obra
- (200,1 = 282,14) Na Guillelma, maint cavalier arratge (con Lanfranc Cigala).